# Citizen Eco-Drive

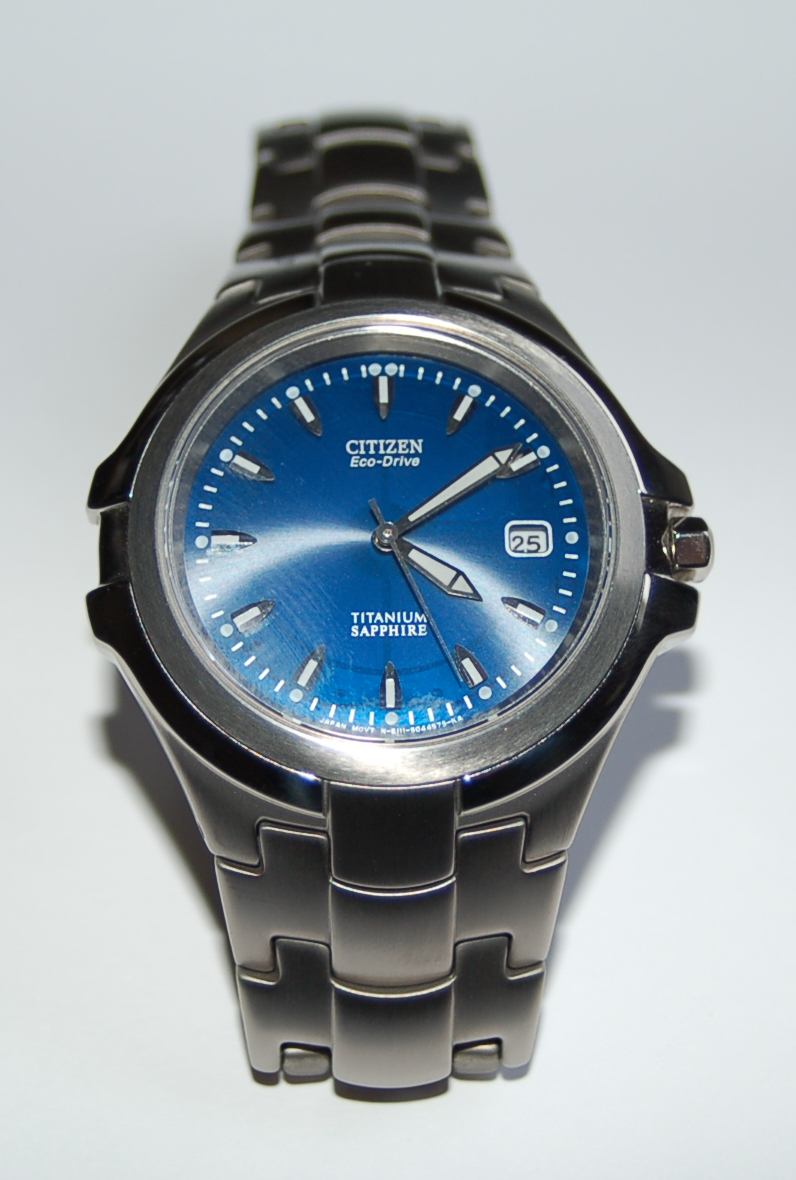
Citizen „Marinaut“-Titanuhr mit Eco-Drive

Eco-Drive (engl. ökologischer Antrieb) ist eine Modellreihe von Quarz-Armbanduhren des japanischen Herstellers Citizen. Diese Uhren erhalten  ihren Strom über Solarzelle, Bewegung oder Wärme und ersparen auf diese Weise den Batteriewechsel.

## Energiegewinnungsarten
Über die Jahre wurden verschiedene Arten der Energiegewinnung verwendet, wobei die Kombination Solar mit Akku am weitesten verbreitet ist.

### Eco-Drive Solar
1995 kam die erste Armbanduhr mit Eco-Drive-Antrieb heraus. Spricht man nur von "Eco-Drive", ist daher im Allgemeinen die Solarzellen-Variante gemeint. Die Uhren sind mit einem speziellen Lithium-Ionen-Akku ausgestattet, der kontinuierlich über eine Solarzelle aufgeladen wird. Die Solarzelle ist bedruckt und dient als Zifferblatt. Eco-Drive-Uhren können mit einem vollständig aufgeladenen Akku zwischen 150 und 240 Tagen laufen, ohne weiter durch Licht geladen zu werden. Citizen nennt diesen Zeitraum Dunkelgangreserve. Einige Modelle haben eine Dunkelgangreserve bis zu 8,7 Jahren, die dadurch ermöglicht wird, dass die Zeiger angehalten werden, wenn die Uhr länger als 24 Stunden im Dunkeln liegt, während die Zeitmessung intern weiter läuft. Sobald wieder Licht auf das Zifferblatt fällt, werden die Zeiger in die richtige Position gebracht und die Uhr läuft weiter. Laut Citizen soll die Sekundärbatterie nach 20 Jahren noch eine Kapazität von 80 % aufweisen.

### Eco-Drive Duo
Im Jahr 1998 kam die erste Armbanduhr mit der Eco-Drive-Variante "Duo" heraus, deren Energiegewinnung mit einer Kombination aus Solarenergie und Bewegung funktioniert. Diese Variante ist heute kaum noch im Einsatz, weil der Solarantrieb durch eine immer größere Akkukapazität und den Energiesparmodus keine Bewegung mehr als zusätzliche Energiequelle benötigt. Zudem hat die Armbanduhr  bei reinem Solarantrieb ein schlankeres Aussehen.

### Eco-Drive Thermo
Seit 2000 werden Armbanduhren mit Eco-Drive-Thermo vertrieben, welche die Antriebsenergie aus der Temperaturdifferenz zwischen dem Körper des Uhrenträgers und dessen Umwelt erzeugen.

## Zusätzliche Ausstattung VITRO

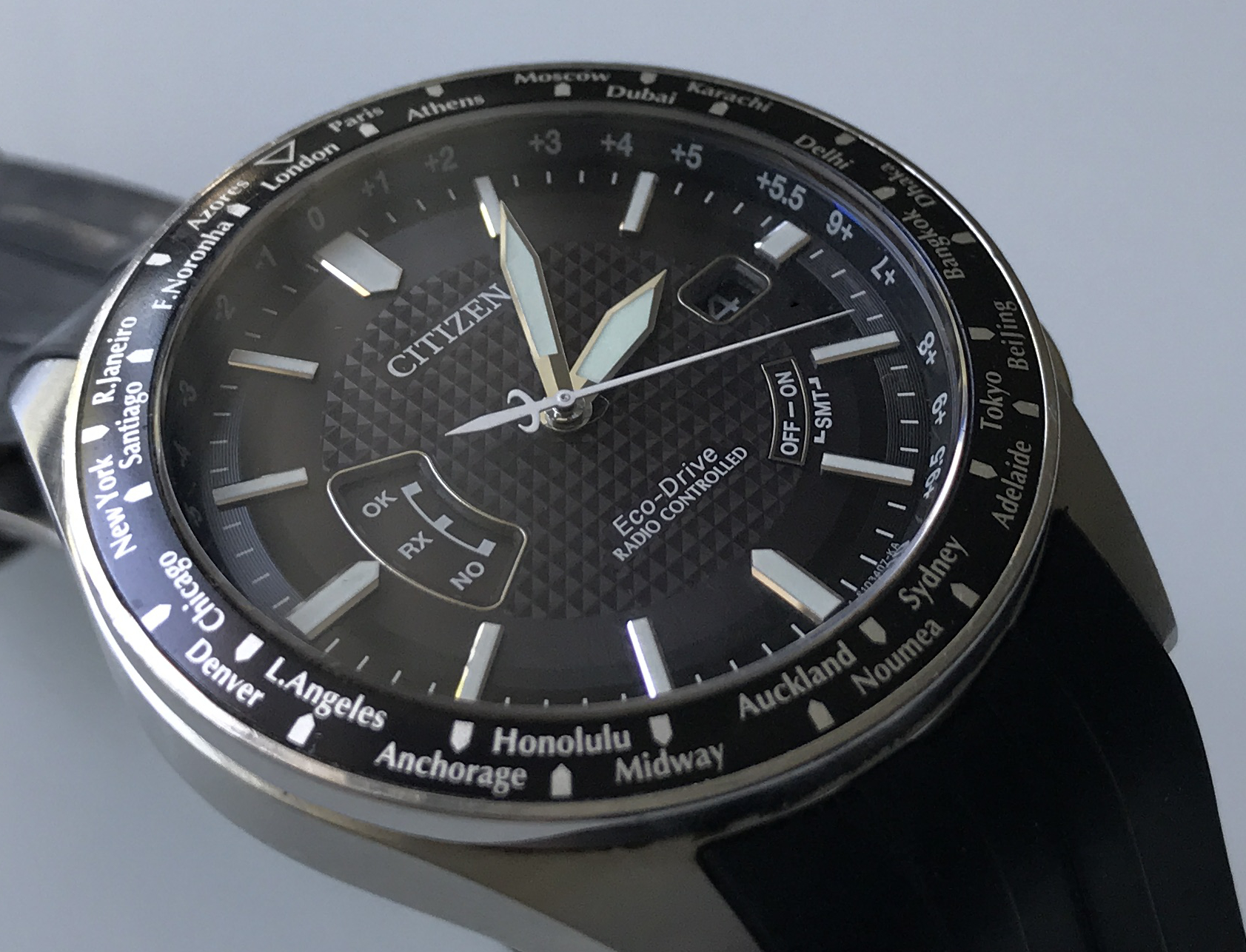
Beispiel für die nicht sichtbare Solarzellen durch die VITRO-Technologie, anhand des Funkuhrmodell CB0021-06E (von 2011 bis 2018).

2002 kam die Technologie VITRO (Eco-Drive VITRO) auf den Markt, bei der die Solarzellen nicht mehr auf dem Zifferblatt sichtbar sind.

## Zusätzliche Ausstattung Funkuhr

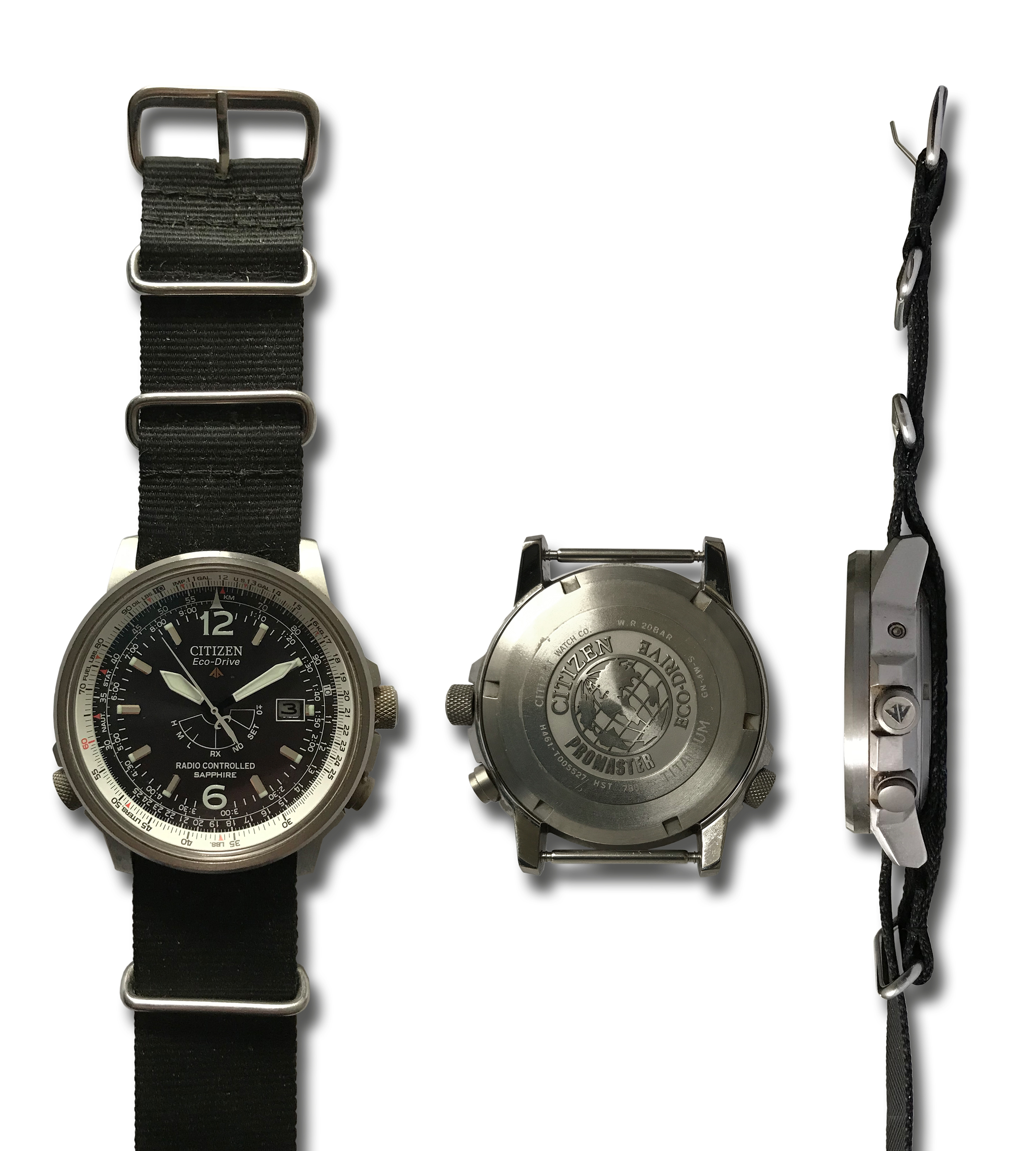
Funkuhr Citizen „Promaster“-Titanuhr mit Eco-Drive (2008)

- Seit 2002 gibt es die Eco-Drive-Armbanduhren auch als Funkuhr.
- Zierliche Damen-Funkuhren mit Eco-Drive sind erst seit dem Jahre 2007 möglich geworden.
- 2009 erste Taucher-Funkuhr mit Eco-Drive.